# چارمی کائور
چارمی کائور (به انگلیسی: Charmy Kaur) (زاده ۱۷ می ۱۹۸۷) بازیگر هندی است.
از فیلم‌هایی که وی در آن نقش داشته است می‌توان به آن مرد مسن اشاره کرد.

## فیلم‌شناسی
فهرست برخی از فیلم‌هایی که چارمی کائور در آنها به ایفای نقش پرداخته‌است:
- آن مرد مسن
- منطقه قاضی‌آباد
- سبک
- قبل از اینکه تا ۱۰ بشمارم
- ماه کامل
- رهبر
- رعد سرکش
- دعوت‌کننده
- آنها دزد هستند
- چرخ
- ماه در میان ستارگان